# NGC 3580
NGC 3580 is een lensvormig sterrenstelsel in het sterrenbeeld Leeuw. Het hemelobject werd in 1877 ontdekt door de Duitse astronoom Ernst Wilhelm Leberecht Tempel.

## Synoniemen
- MCG 1-29-18
- ZWG 39.75
- PGC 34159